# Loufoulakari
Der  Loufoulakari  ist ein rechter Nebenfluss des Kongo in der Republik Kongo.

## Verlauf
Der Fluss hat seine Quelle im Südwesten des Departement Pool. Er fließt gerade nach Südosten. Der Loufoulakari mündet schließlich etwa 50 km unterhalb von Brazzaville in den Unterlauf des Kongo.

## Hydrometrie
Die Durchflussmenge des Loufoulakari wurde an der hydrologischen Station Kimpanzou kurz vor der Mündung, über die Jahre 1973 bis 1983 gemittelt, gemessen (in m³/s).
- Diagrammdaten:
- Definition |
- Rohdaten |
- Hilfe